# Международное признание Чеченской Республики Ичкерия

Флаг Чеченской Республики Ичкерия

В статье рассматривается международно-правовой статус Чеченской Республики Ичкерия. На сегодняшний момент Чеченская Республика Ичкерия на международном уровне была официально признана только одним государством — членом ООН: Украина.
На данный момент представителем Чеченской Республики Ичкерия является правительство в изгнании во главе с председателем Кабинета министров ЧРИ Ахмедом Закаевым.

## История

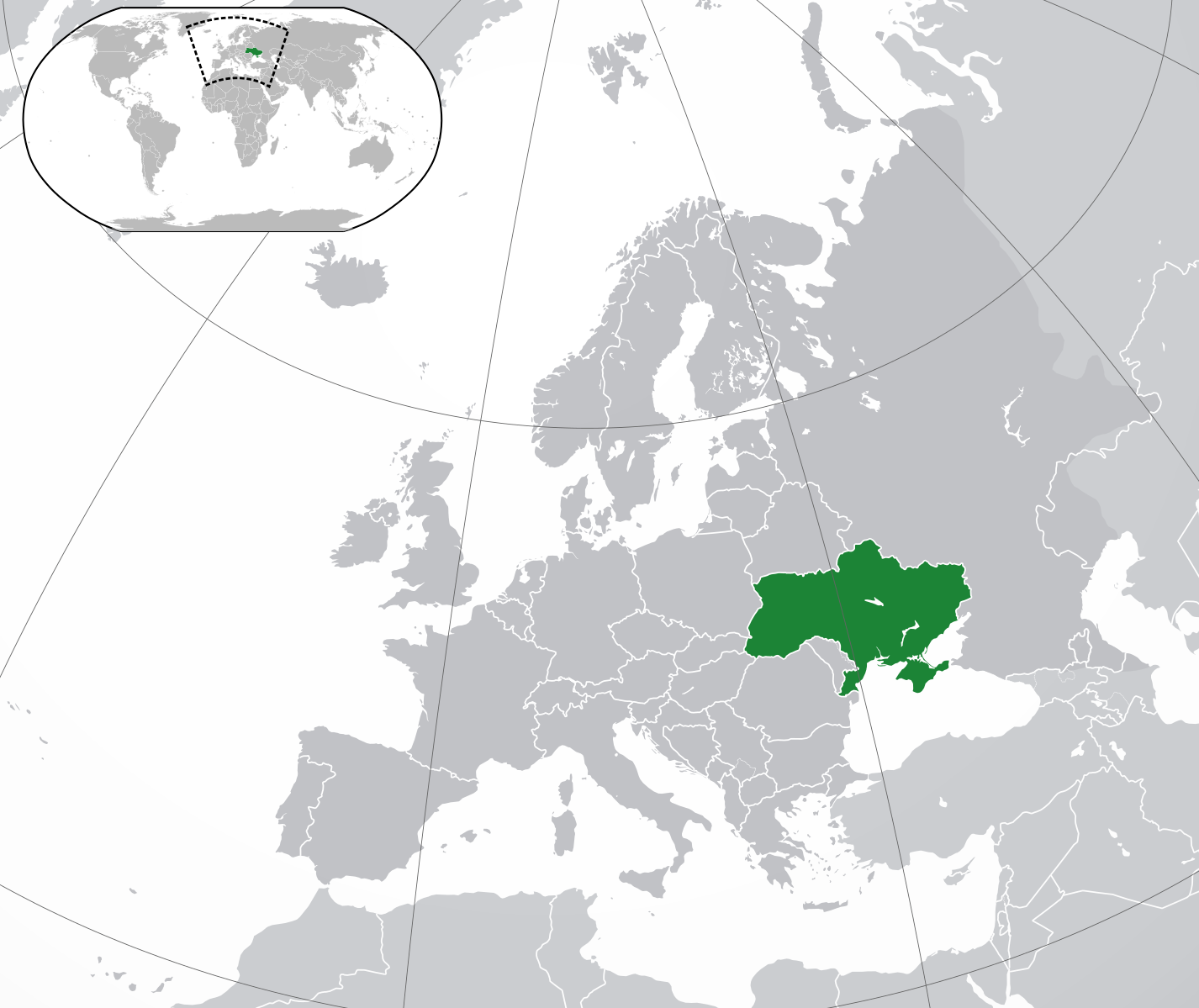
Государства, официально признавшие независимость ЧРИ

Во время распада Советского Союза 8 июня 1991 года после марша ОКЧН было объявлено о создании нового независимого государства — Чеченская Республика Нохчийчоь (с 1994 г. официально — Чеченская Республика Ичкерия). Однако, ввиду Беловежских соглашений 1991 года территория Чечни, как и все территории, ранее входившие в состав РСФСР, признавалась как юрисдикция Российской Федерации, а потому ни одно постсоветское государство вначале не признало Чеченскую Республику, ровно как и все остальные государства мира.
Тем не менее, в ходе в ходе внешней политики ЧРИ добивалась сотрудничества со многими государствами, а где-то даже и официального международного признания.

### Грузия
Во время правления первого президента Грузии Звиада Гамсахурдии Чеченская Республика активно вела свою внешнюю политику с Республикой Грузия. Президент Грузии даже присутствовал на параде Вооружённый сил Чеченской Республики в 1992 году.
Однако, 22 декабря 1991 года началась Гражданская Война, и президент Джохар Дудаев лично предоставил политическое убежище Звиаду. После этого Гамсахурдия 13 марта 1992 года подписал указ о международном признании ЧР. Тем не менее, Гамсахурдия проиграл гражданскую войну, и уже новое правительство во главе Эдуардом Шеварнадзе отменило указ о признании Чечни независимым государством.

### Исламский эмират Афганистан
Укрепление отношений Чеченской Республики Ичкерия с Афганистаном произошло в 1996 году, после установления на территории Афганистана исламского эмирата, во главе которого стояла вооружённая группировка «Талибан», имевшая в то время прочные связи с Аль-Каидой. В январе 2000 года после встречи между Зелимханом Яндарбиевым с чеченской стороны и Мохаммадом Омаром с афганской стороны Исламский Эмират Афганистан официально признал ЧРИ независимым государством. Тем не менее, уже 17 декабря 2001 года ИЭА уже перестал контролировать территорию Афганистана, и теперь ни одно государство не признавало независимость ЧРИ до 2022 года.

### Украина
Отношения между ЧРИ и Украиной были налажены с 1990-х годов. Ещё в начале Первой Чеченской Войны в 1994 году вооружённые формирования УНА-УНСО пошли воевать добровольцами на стороне Чечни. После же Второй Чеченской Войны и началом конфликта на Донбассе некоторые вооружённые чеченские отряды стали воевать на стороне Украины.
С началом же полномасштабной российско-украинской войны в 2022 году многие чеченские сепаратистские формирования, в том числе и правительство ЧРИ в изгнании во главе с Ахмедом Закаевым, стали активно поддерживать Украину и ВСУ на фронтах столкновения с ВС РФ. После этого Верховная Рада Украины решила внести законопроект от 11 июля 2022 года о признании независимости Ичкерии. В итоге, 18 октября 2022 года Верховная Рада приняла законопроект о признании Чеченской Республики Ичкерия независимым и временно оккупированным Россией государством, став первой страной — членом ООН, признавшей независимость Чеченской Республики Ичкерия.

## Список стран, признавших независимость ЧРИ
| Название государства                              | Статус государства              | Даты признания                         | Примечания                                                                                          |
| ------------------------------------------------- | ------------------------------- | -------------------------------------- | --------------------------------------------------------------------------------------------------- |
| Украина                                           | Государство — член ООН          | 18 октября 2022 г. — наст. вр.         | Дипломатическое признание было объявлено после решения Верховной Рады Украины от 18 октября 2022 г. |
| Прошлые государства, признавшие независимость ЧРИ |                                 |                                        | |
| Республика Грузия                                 | Независимое государство         | 13 марта 1992 г. — 31 декабря 1993 г.  | Признавший независимость президент находился в условиях гражданской войны 1992—1993 гг.             |
| Исламский Эмират Афганистан                       | Частично признанное государство | 16 января 2000 г. — 17 декабря 2001 г. | —                                                                                                   |